# Glenn Meldrum
Glenn Meldrum (Melbourne, Victoria, 8 de octubre de 1986) es un exactor australiano, mejor conocido por haber interpretado el papel de Phillip "Phil" Marsten en las dos primeras temporadas de la serie de televisión El club de la herradura. Se terminó retirando de la actuación y, más tarde, se fue a enseñar inglés en la Escuela Internacional de Heidelberg en Alemania. Luego se mudó a Canadá, y finalmente regresó a Australia. Glenn actualmente trabaja como secretario de abogado en Meldrum and Hyland List Barristers' Clerk. Trabajó brevemente como fotógrafo, agente de reservas, conductor y paseador de perros.

## Filmografía
- Blue Heelers - Todd Gilmore (1 episodio, 2003)
- El club de la herradura – Phillip "Phil" Marsten (2001-2003)[1]
- The Wog Boy (2000) – Clayton
- The Genie From Down Under (1996) – Baz[2]